# Гир, Уилл
Уильям Оу «Уилл» Гир (англ. William Aughe «Will» Ghere; 9 марта 1902, Индиана — 22 апреля 1978, Лос-Анджелес) — американский актёр театра, кино и телевидения и общественный деятель. В Америке наиболее известен по роли дедушки Уолтона в многосерийной драме «Уолтоны», в России — по роли дедушки в советско-американской сказке «Синяя птица» (1976).

## Личная жизнь
Гир родился во Франкфорте, штат Индиана, в семье учительницы Кэтрин (урождённой О) и А. Роя Гиров. Мать была учительницей, отец — почтовым работником. В детстве большое влияние на него оказал дед, который научил Уилла ботаническим названиям растений, распространённых в США. Гир увлёкся ботаникой, получив по ней степень магистра в Чикагском университете. В там же он вступил в братство Lambda Chi Alpha.
Свою актёрскую карьеру он начинал с выступлений в палатках и на речных судах. Он был рассказчиком в нескольких левоориентированных документальных фильмов, в том числе и ленты Шелдона Дика Мужчины и пыль, рассказывающей о силикозе у шахтёров.
Гир был любовником гей-активиста Гарри Хея. Они познакомились в 1934 году в театре Tony Pastor Theatre, где Гир работал актёром. Хей и Гир принимали участие в молочной забастовке в Лос-Анджелесе и поддержали Всеобщую забастовку в Сан-Франциско, ставшей примером для рабочих в борьбе за права.

## Начало карьеры
Гир дебютировал на Бродвее в 1928 году ролью Пистоля в постановке «Виндзорских насмешниц». Также он сыграл мистера Мистера в «Колыбель будет качаться», Кэнди в театральной версии повести Джона Стейнбека «О мышах и людях» и в других спектаклях и ревю. С 1948 по 1951 годы снялся более чем десяти фильмах, в том числе в лентах «Винчестер 73», «Сломанная стрела» (оба — 1950), «Череп и кости» и «Блестящая победа» (оба — 1951).
Гир вступил в Коммунистическую партию США в 1934 году. Он также повлиял на вступление в компартию Гарри Хея. Гир был читателем издававшейся на западном побережье коммунистической газеты People’s World.
В 1930-х Уилл Гир вместе с фолк-музыкантами, среди которых были Вуди Гатри и Бёрл Айвз, гастролировал по правительственным лагерям для рабочих. Он познакомил Вуди Гатри и Пита Сигера. В 1956 году Гир и Гатри выпустили альбом Bound for Glory: Songs and Stories of Woody Guthrie, в котором Гарри Хей описывает деятельность Гира и рассказал об их совместной деятельности в организации забастовок.
С начала 1930-х до середины 1940-х годов жил летом в Pine Brook Country Club, где обучался актёрскому мастерству у Гарольда Клёрмана, Черил Крофорд и Ли Страсберга.

## Чёрный список Голливуда
В 1951 за отказ от дачи показаний Комиссии по расследованию антиамериканской деятельности Гир был включён в Чёрный список Голливуда. В том же году он вместе с женой Хертой Уэр основал театр Theatricum Botanicum в Топанге, Калифорния. В его рамках он совместил актёрскую карьеру и ботанику, выращивая в театральном саду те растения, которые упоминались в произведениях Шекспира.

## Поздние годы
В конце 1950-х и начале 1960-х годов он сыграл несколько сезонов на Американском Шекспировском Фестивале в Стратфорде, штат Коннектикут, посадив там второй «Шекспировский сад». Также он иногда выступал на Бродвее. В 1964 году он был номинирован на премию «Тони» за лучшую мужскую роль в мюзикле «110 в тени». Снимался в небольших ролях в фильме «Бандольеро» (1968) и ситкоме «Моя жена меня приворожила» (1972). В 1972 году он сыграл Медвежьего Когтя в вестерне Сидни Поллака «Иеремия Джонсон». Тогда же получил роль главы семейства Зебулона Уолтона в телесаге «Уолтоны», приняв эту работу от Эдгара Бергена, исполнившего эту роль в пилотной серии. За игру в этом сериале он дважды номинировался на «Золотой глобус», а также в 1975 году выиграл премию «Эмми».
Гир занимался садом в загородном доме, называемом Гир-Гор сад, в городе Николс, штат Коннектикут. Он часто участвовал в праздновании Дня независимости США, появляясь в соломенной шляпе или чёрном цилиндре, но всегда надевал джинсовый комбинезон с одной подтяжкой.
Его бывшая жена, актриса Херта Уэр, наиболее известна по роли героя Джека Гилфорда в фильме «Кокон» (1985). Хотя они и развелись, Гир сохранял с ней дружеские отношения вплоть до своей смерти. У них родилось трое детей: Кейт Гир, Тед Гир и актриса Эллен Гир. Также он воспитал дочь Уэр от предыдущего брака, будущую актрису Мелору Маршалл.
Уилл Гир скончался 22 апреля 1978 года от дыхательной недостаточности в возрасте 76 лет. Незадолго до этого он закончил съёмки в шестом сезоне «Уолтонов», в котором, зная о его болезни, сценаристы прописали сюжетный ход с кончиной его персонажа. Гир был кремирован, а его прах похоронен в «Шекспировском саду» театра Botanicum Theatricum в Топанге, штат Калифорния.

## Дискография
- Folkways: The Original Vision (2005) Smithsonian Folkways
- Ecology Won: Readings by Will Geer and Ellen Geer (1978) Folkways Records
- Woody’s Story: As Told by Will Geer and Sung by Dick Wingfield (1976) Folkways Records
- American History in Ballad and Song, Vol.2 (1962) Folkways Records
- Mark Twain: Readings from the Stories and from «Huckleberry Finn» (1961) Folkways Records
- Hootenanny at Carnegie Hall (1960) Folkways Records
- Bound for Glory: Songs and Stories of Woody Guthrie (1956) Folkways Records